# 황금대서양나무쥐
황금대서양나무쥐(Phyllomys blainvillii)는 가시쥐과에 속하는 남아메리카 설치류의 일종이다. 브라질에서 발견된다.

## 분포 및 서식지
브라질 북동부 세아라주부터 미나스제라이스주 지역까지 분포한다.